# Blake Bayldon
Blake Bayldon (Sídney, 7 de diciembre de 1998) es un tenista profesional australiano.

## Trayectoria
De 2017 a 2021 estudió en la Universidad Estatal de Boise y también estuvo activo en el tenis universitario durante este tiempo.

## Títulos ATP (0; 0+0)

### Dobles (0)
| Leyenda                         |
| Grand Slam (0)                  |
| ATP Wourld Tour Finals (0)      |
| ATP Masters 1000 World Tour (0) |
| ATP World Tour 500 series (0)   |
| ATP World Tour 250 series (0)   |

#### Finalista (1)
| N.º | Fecha               | Torneos   | Superficie | Pareja             | Oponentes en la final   | Resultado   |
| --- | ------------------- | --------- | ---------- | ------------------ | ----------------------- | ----------- |
| 1.  | 19 de julio de 2025 | Los Cabos | Dura       | Tristan Schoolkate | Robert Cash James Tracy | 6-7(4), 4-6 |

## Títulos ATP Challenger (1; 0+1)

### Dobles (1)
| Nr. | Fecha              | Torneo              | Superficie | Pareja         | Finalistas                    | Resultado Final |
| --- | ------------------ | ------------------- | ---------- | -------------- | ----------------------------- | --------------- |
| 1.  | 6 de enero de 2025 | Challenger de Numea | Dura       | Colin Sinclair | Ryuki Matsuda Ryotaro Taguchi | 6-3, 7-5        |